# Stachyopsis
Stachyopsis là một chi thực vật có hoa trong họ Hoa môi (Lamiaceae).

## Loài
Chi Stachyopsis gồm các loài: